# Urban War
 (signalé en juin 2025).
Si vous disposez d'ouvrages ou d'articles de référence ou si vous connaissez des sites web de qualité traitant du thème abordé ici, merci de compléter l'article en donnant les références utiles à sa vérifiabilité et en les liant à la section « Notes et références ».
- Archive Wikiwix
- Bing
- Cairn
- DuckDuckGo
- E. Universalis
- Gallica
- Google
- G. Books
- G. News
- G. Scholar
- Persée
- Qwant
- (zh) Baidu
- (ru) Yandex
- (wd) trouver des œuvres sur Wikidata

Urban War, Strike Team Actions est un jeu de figurines édité [Quand ?] par l'écossais Urban Mammoth. Reprenant l'univers de Void, ce jeu se concentre sur une planète de cet univers. Au niveau format de jeu, il s'agit d'escarmouche, c'est-à-dire que chaque camp sera composé d'une dizaine de figurines.

## Éditions
Urban War a d'abord été publié sous forme de fascicules en [Quand ?]. Le premier (en fait, numéro 0) proposait les règles du jeu et une série de profiles de base pour les principales factions du jeu (Triades, Gladiateurs, Synthas et Viridiens). Les fascicules suivants, au nombre de 4, ont détaillé le contexte, proposés d'autres profils, et ont introduit les autres factions (VASA, Junkers, Koralons et dans une moindre mesure, les milices). Les trois premiers volumes ont été traduits en français [Quand ?].
En 2007, Urban Mammoth a édité un ouvrage unique, Urban War, Strike Team Actions, qui reprend l'ensemble des publications précédentes ainsi que les évolutions. On retrouve ainsi les personnages absents de ce que nous appellerons la première édition, et qui ont été introduits dans Metropolis.
En 2008, Urban War : Actions Commandos a été traduit en français et mis en ligne sur le site de l'éditeur ainsi que sur urbanzone, un site de fan.

## Factions en présence
Gladiateurs
Junkers
Syntha
Triades
VASA
Viridiens
MilicesLes milices ne sont pas en elles-mêmes une faction jouable. Il s'agit de groupes armés recrutés parmi la population locale et qui viennent renforcer les rangs des Junkers, Gladiateurs, VASAs, Triades et Viridiens. Les milices représentent des groupes paramilitaires, des gangs ou simplement des recrues locales. Leur principal atout, car ce sont des troupes bien moyennes, consiste en une bonne connaissance du terrain, et donc du bonus en initiative qu'il apporte.
KoralonsLes Koralons sont la seule faction non-humaine présente dans le jeu. Héritiers de l'Alien du film du même nom et des Tyranides de l'univers Warhammer 40,000, les Koralons sont des créatures larvaires avancées technologiquement, et qui représentent les grands conquérants dans cet univers.